# Anoplophora granata
Anoplophora granata är en skalbaggsart som beskrevs av Holzschuh 1993. Anoplophora granata ingår i släktet Anoplophora och familjen långhorningar. Inga underarter finns listade i Catalogue of Life.